# Fotografie ze stožáru

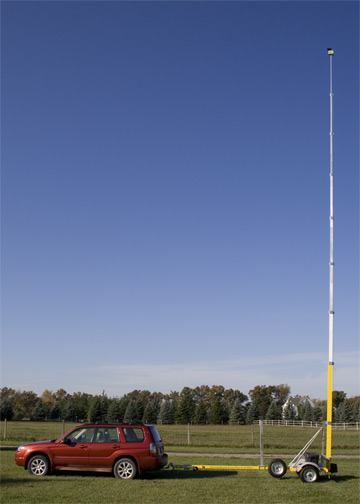
Příklad přívěsného vozíku s fotoaparátem na tyči

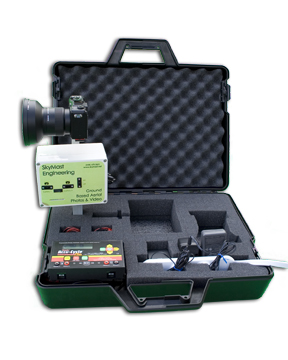
Fotoaparát připevněný na otočné hlavě

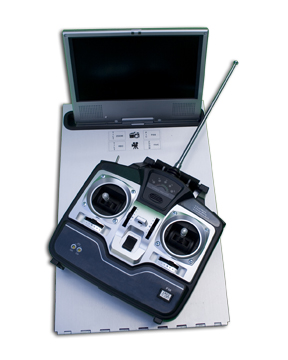
Dálkové ovládání s živým náhledem na monitoru

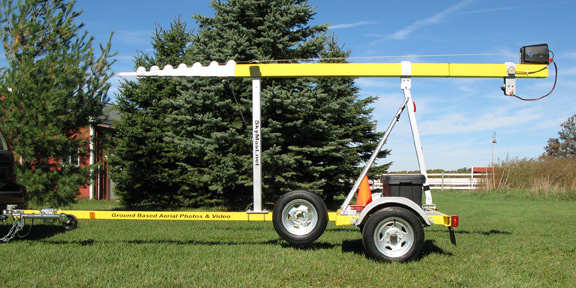
Přívěsný vozík se stožárem

Fotografie ze stožáru, fotografie z teleskopické tyče (anglicky Pole Aerial Photography, Mast Photography nebo Telescopic Pole Photography) je speciálním druhem fotografie ze vzduchu, který umožňuje pořizovat snímky z nadhledu. Fotograf obvykle ze země ovládá fotoaparát, který je na teleskopickém stožáru (tyči) dosahující výšky až 20 metrů.

## Historie
V osmdesátých letech 19. století začal pro fotografování z výšky americký fotograf a vynálezce George R. Lawrence nejprve využívat vysoké stativy (až 4,5 metru), žebříky a vysoké věže.

## Srovnání
Výškové fotografie slouží jako výrazný marketingový prostředek při tvorbě internetových stránek, letáků, billboardů atd.
Hlavní oblasti využití:
- realitní kanceláře
- autoprodejci
- zahradní architekti
- projektanti stavebních děl
- hotely, penziony, restaurace
- stavební společnosti
- turistické informační agentury
- pojišťovací společnosti
- sportovní a společenské akce
- archeologové
- znalci v oboru dopravních nehod
- dopravní společnosti
- skupinové fotografie osob (školy, svatby, firemní akce)

Srovnání s ostatními žánry fotografie ze vzduchu:

### Letecká fotografie
Fotografie ze stožáru pokrývá rozsah do výšky až 20 metrů. S letadlem je velmi těžké, nebo není dovoleno, létat v tak nízkých nadmořských výškách. Fotografie ze stožáru je však mnohem méně závislá na počasí.

### Fotografie z draků
Při fotografování z draků jsou nutné určité povětrnostní podmínky k tomu, aby se drak držel v požadované výšce. Při fotografování ze stožáru má vítr negativní vliv na točivý moment v místě ukotvení stožáru, vzniká větší zátěž, což vede k obtížnějšímu ovládání fotoaparátu. Vzhledem k tomu, že někteří draci v amatérském fotografování mají omezenou kapacitu, lze použít jen velmi malé fotoaparáty. Pro mnohem těžší zrcadlovky nebo velkoformátové kamery je potřeba použít například závěsnou plošinu nebo řetězení několika draků. Pionýr fotografování z draků George R. Lawrence dokázal snímat z výšky 600 metrů kamerou o váze 25 kilogramů. Použil k tomu vlečnou soupravu devíti velkých draků. 

### Holubí fotografie
Při holubí fotografii létají ptáci obvykle ve výšce 50 až 100 metrů rychlostí 15 kilometrů v hodině a mechanismus ve fotoaparátu ovládá prodlevy mezi jednotlivými fotografiemi. Holubi mohou dosáhnout podobných výšek jako při fotografování ze stožáru, avšak není možné příliš ovlivnit kompozici a načasování snímku.

### Fotografie z RC modelů
Nejvíce se fotografii ze stožáru v principu podobá fotografování z RC modelů. Pomocí dálkového ovládání je model pilotem ze země naveden do požadovaného místa, samostatným dálkovým řízením se ovládá fotoaparát, úhel pohledu a parametry expozice. Vysílač videoobrazu přenáší obraz na zem, kde je možné jej sledovat na monitoru.

## Technika

### Stožár
Zpravidla se používá teleskopický zatahovací stožár, protože stožár z jednoho kusu by způsoboval potíže při dopravě. Stožár lze namontovat na přívěsný vozík za automobil nebo jako přenosná varianta může být postaven na robustním stativu na zem.

### Otočná hlava
Aby mohl být fotoaparát dálkově ovládán, je k tomu zapotřebí stativová hlava ovládaná servem.

### Fotoaparáty
Obvykle se v této disciplíně používají dálkově ovládané digitální fotoaparáty.

#### Kompaktní fotoaparáty
Tyto malé digitální fotoaparáty mají již několik let tu výhodu, že se mohou ovládat pomocí dálkového ovládání a počítače. Obrázek z hledáčku je živě přenášen z fotoaparátu do počítače, ze kterého se ovládají veškeré další hodnoty – zoom, ostření, expozice.

#### Digitální zrcadlovky
Teprve poslední generace digitálních zrcadlovek umožňuje používat dálkové ovládání. Modely starší generace digitálních fotoaparátů a zrcadlovek vyžadovaly další kameru namířenou stejným směrem jako zrcadlovka kvůli odhadu exponovaného obrazu.

## Galerie

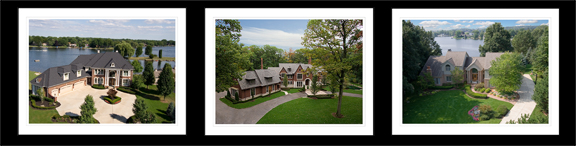
Fotografie nemovitostí pořízené touto technikou

Animace různých pohledů na objekt